# Crazy Beat
Singles de Blur
Out of Time
(2003) Good Song
(2003)

Crazy Beat est un single du groupe de Britpop anglais Blur, deuxième de leur dernier album ""Think Tank, et vingt-sixième depuis le premier ; She's So High.
Le style grunge auquel il s'apparente n'est pas sans faire penser à leur ancien tube Song 2, et la plupart des critiques[réf. nécessaire] s'accordent à dire qu'il en est le "grand frère".
Il existe deux clips différents pour ce morceau, l'un "officiel", focalisé sur un éclair vert fluo synchronisé avec la musique qui s'en va attaquer les occupants d'un pub pendant que le groupe interprète le titre au milieu d'amplis de scène, l'autre, moins "Rock", suivant le ballet de quatre danseuses dans une salle de danse où Blur joue le morceau.

## Liste des titres
Vinyle 7"
1. Crazy Beat
2. The Outsider

CD
1. Crazy Beat
2. Don't Be
3. Crazy Beat (Clip "alternatif")

DVD
1. Crazy Beat (Clip officiel)
2. Don't Be
3. The Outsider
4. Crazy Beat (animatic)